# Corrie ten Boom

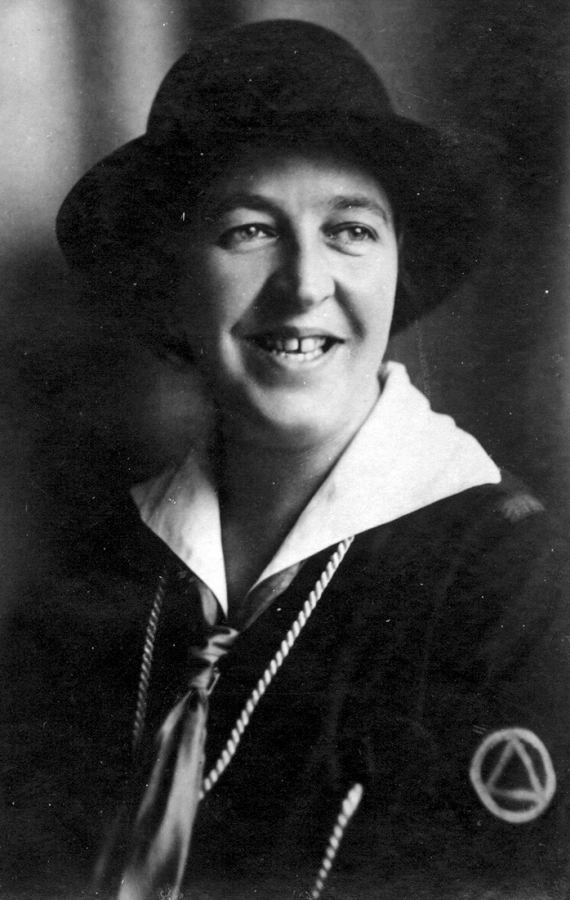
Corrie ten Boom (ca. 1921)

Corrie ten Boom, eigentlich Cornelia Arnolda Johanna ten Boom (anhörenⓘ; * 15. April 1892 in Amsterdam, Niederlande; † 15. April 1983 in Placentia, Vereinigte Staaten), war eine niederländische Judenretterin aus christlicher Überzeugung, die während der nationalsozialistischen deutschen Besetzung der Niederlande eine Untergrundorganisation gründete, mit der zahlreiche Juden vor dem Holocaust gerettet wurden. Sie wurde verraten und schließlich ins Konzentrationslager (KZ) deportiert, zusammen mit ihrer Schwester Betsie. Die Zeit in Gefängnissen und Lagern erlebte sie als brutale Zeit. Ihr bewusster und entschiedener Glaube war ihr dabei eine große Stütze, sie erlebte und deutete manches, was in Gefängnissen und im KZ passierte, auch als Eingreifen Gottes. Die Dialoge mit ihrer Schwester prägten sie dabei stark und hatten Auswirkungen auf die Zeit nach Krieg und Befreiung. Nach Entlassung aus dem KZ wurde nämlich bald das Engagement für Versöhnung im christlichen Sinne und für die heilsame Wirkung von Versöhnung zu ihrer Lebensaufgabe, zu ihrer Berufung. 
Für ihre Untergrundtätigkeit und das Retten zahlreicher Juden wurde sie später von der Holocaustgedenkstätte Yad Vashem mit dem Ehrentitel Gerechte unter den Völkern ausgezeichnet.

## Leben

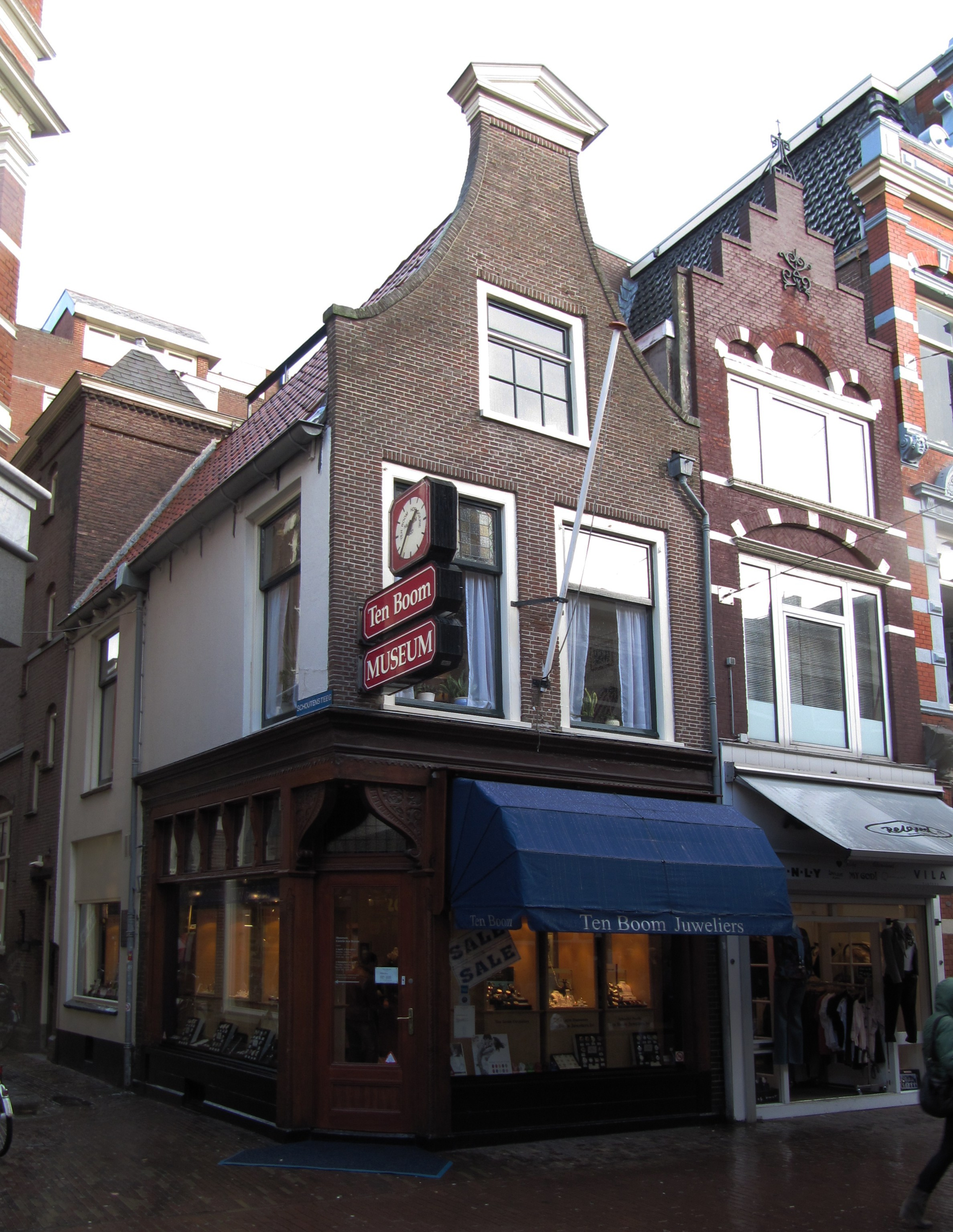
Elternhaus in Haarlem

Ihr Vater betrieb ein Uhrmachergeschäft in Haarlem, wo Corrie ten Boom in einer Großfamilie aufwuchs. Corrie erlernte im Jahr 1920 in Basel den Beruf einer Uhrmacherin und erhielt 1924 als erste Niederländerin ein Uhrmacher-Diplom. Die Eltern sowie die im Haus lebenden Tanten waren engagierte Mitglieder der Niederländisch-reformierten Kirche mit vielen freundschaftlichen Verbindungen zu Juden, die der Vater als „Gottes altes Volk“ besonders liebte. Corrie ten Boom blieb unverheiratet und arbeitete vor dem Zweiten Weltkrieg im Uhrmachergeschäft des Vaters. Außerdem arbeitete sie in der Sonntagsschule ihrer Kirchengemeinde mit, wofür sie sich neben der Arbeit im elterlichen Geschäft zur Religionslehrerin ausbilden ließ.
Als beim deutschen Einmarsch in die Niederlande im Jahr 1940 die Besatzer alle Juden in Konzentrationslager verschleppen wollten, versteckte und versorgte Corrie ten Boom mit ihrer Familie mehrere jüdische Familien in ihrem Haus hinter einem Verschlag. Eineinhalb Jahre lang ging das gut, obwohl es zunehmend schwieriger wurde, ausreichend Nahrung für alle zu beschaffen. Im April 1944 wurde Corrie ten Boom von einem Kollaborateur eine Falle gestellt, sie und ihre Familie wurden denunziert und verhaftet. Schließlich wurde Corrie ten Boom zusammen mit ihrer Schwester ins KZ Ravensbrück deportiert. Anders als ihre Schwester Betsie ten Boom überlebte sie die Qualen. Mit einer Bibel, die sie bei ihrer Einlieferung ins Lager an der Kontrolle vorbei einschmuggeln konnte, hielt sie im Lager heimlich Bibelstunden, um den Überlebenswillen vieler Mitgefangener zu stärken.
Nach dem Krieg gründete Corrie ten Boom Rehabilitationszentren für die Opfer der nationalsozialistischen Gewaltherrschaft und setzte sich für die Versöhnung zwischen Opfern und Tätern ein. Sie predigte nicht nur in den Niederlanden, sondern auch in Deutschland und in über 60 anderen Ländern. Nach einem Vortrag in München im Jahr 1947 kam ein Mann auf sie zu, in dem sie den Aufseher aus dem Konzentrationslager Ravensbrück erkannte, und bat sie um Vergebung.
Ihr zentrales Thema war Vergebung, die nur durch Gottes Hilfe möglich sei. Sie schrieb einige Bücher; ihre Autobiographie Die Zuflucht (Originaltitel De Schuilplaats) wurde 1975 von James F. Collier unter dem Titel The Hiding Place verfilmt.
Von der Königin der Niederlande wurde Corrie ten Boom in Anerkennung ihres selbstlosen Einsatzes während des Zweiten Weltkriegs zum Ritter geschlagen. Ihr Elternhaus ist heute das Corrie ten Boom Museum und wurde für die Besucher wieder in den Zustand von 1944 versetzt, so dass man das Versteck hinter einer falschen Wand in ihrem ehemaligen Schlafzimmer besichtigen kann, wo Juden und Mitglieder der niederländischen Untergrundbewegung beherbergt wurden.
Im Alter von 85 Jahren zog sie nach Orange, Kalifornien. Im Jahr darauf erlitt sie mehrere Schlaganfälle, durch die sie ihre Fähigkeit zu sprechen verlor. Über ihre letzten fünf Lebensjahre schrieb ihre Betreuerin Pamela Rosewell Moore, die mit ihr im Haus lebte, das Buch The Five Silent Years of Corrie ten Boom. Corrie ten Boom starb am 15. April 1983 in Placentia, Kalifornien, an ihrem 91. Geburtstag.

## Zitate
- „Manche Menschen vertrauen dem Herrn, dass er ihre Seele rettet, nicht aber, dass er für ihr tägliches Leben sorgt.“
- „Wer sorgt, nimmt die Verantwortung Gottes auf die eigenen Schultern.“
- „Sich sorgen nimmt dem Morgen nichts von seinem Leid, aber es raubt dem Heute die Kraft.“
- „Die Bibel ist wie eine Bank – am hilfreichsten, wenn sie geöffnet ist.“
- „Wenn Gott einen Menschen misst, legt er das Maßband nicht um seinen Kopf, sondern um sein Herz.“
- „Glaube ist nicht blinde Annahme – Glaube ist Vertrauen mit Sicht.“
- „Wenn wir Gott unsere Schuld bringen, dann nimmt er sie und versenkt sie im Meer, da wo es am tiefsten ist. Und am Ufer stellt er ein Schild auf, darauf steht: ‚Angeln verboten!‘“

## Werke (Auswahl)
- Die Zuflucht. R. Brockhaus Verlag.
- Ein Mann Gottes – Vater ten Boom. R. Brockhaus Verlag, Wuppertal 1981, Lebensgeschichte des Vaters von Corrie ten Boom.
- In ihm geborgen. R. Brockhaus Verlag.
- Freu dich, das Beste kommt noch. R. Brockhaus Verlag.
- Unterwegs mit Corrie. Hänssler Verlag.
- Mit Gott durch dick und dünn. Hänssler Verlag.
- Dies ist der Tag. Hänssler Verlag.
- Wie Er uns trägt. Hänssler Verlag.
- Gott meint es gut. Hänssler Verlag.
- Vergeben. Hänssler Verlag.
- Jesus ist Sieger. R. Brockhaus Verlag.
- Voller Liebe. Hänssler Verlag.
- Kleines Haus mit offenen Türen. R. Brockhaus Verlag.
- Dennoch. Verlag Sonne und Schild, Wuppertal 1957, Erzählung über das Verstecken von Juden im Haus der ten Booms, Verhaftung der Familie ten Booms und die Zeit im Gefängnis in Scheveningen, im KZ Herzogenbusch (niederländisch: Kamp Vught) und im KZ Ravensbrück, die nur Corrie ten Boom überlebt.
- Hallo Bruder. R. Brockhaus Verlag, Wuppertal 1958.
- Weltreisende im Auftrag Gottes. R. Brockhaus Verlag, Wuppertal 1961.
- Viele Fragen? Nur eine Antwort!. R. Brockhaus Verlag, Wuppertal 1962.
- Im Zentrum seines Willens. R. Brockhaus Verlag, Wuppertal 1975.
- Gefängnisbriefe. R. Brockhaus Verlag, Wuppertal 1976.
- Gefangene macht er frei. R. Brockhaus Verlag, Wuppertal 1979.
- Denn du bist bei mir. R. Brockhaus Verlag, Wuppertal 1979.
- Eine Landstreicherin findet ein Zuhause. Hänssler, Neuhausen-Stuttgart 1980.

## Verfilmungen
- Die Zuflucht (1975), Regie: James F. Collier – erzählt die Geschichte der Familie ten Boom vor allem aus dem Blickwinkel Corries
- Dein Reich komme (2011), Regie: Peter C. Spencer[6]
- Das geheimnisvolle Uhrengeschäft – Die Geschichte von Corrie ten Boom (2015), 32-minütiger Zeichentrickfilm, Regie: Robert Fernandez[7]